# Georges Florovsky
Georges Florovsky (în rusă Георгий Васильевич Флоровский, Gheorghi Vasilevici Florovski, în engleză și franceză Georges Florovsky; n. 28 august/9 septembrie 1893, Odessa, Imperiul Rus – d. 11 august 1979, Princeton, New Jersey, SUA) a fost un teolog ortodox, preot și istoric de origine rusă, care a trăit și a activat la Paris (1920–1949) și New York (1949–1979). Alături de Serghei Bulgakov, Vladimir Lossky și Dumitru Stăniloae a fost unul dintre cei mai influenți teologi ortodocși din secolul al XX-lea.

## Biografie
S-a născut în Elisavetgrad (astăzi Kropîvnîțkîi) ca al cincilea fiu al preotului ortodox Vasiliy Antonovich Florovsky. Când avea doar șase luni s-a mutat împreună cu familia în Odessa. Din copilărie a avut o inclinație deosebită pentru studiul limbilor. Astfel, a învățat repede atât limbi moderne ca franceză, germană și engleză, precum și limbi clasice ca latina, elina și ebraica. A studiat filosofie și istorie la Universitatea din Odesa,  ulterior fiind gratificat cu licentia docendi de majoritatea școlilor superioare din Rusia.
„Încă de foarte tânăr, am știut că voi fi profesor. Era singurul meu țel, și în viziunea mea de atunci, era singura profesie respectabilă. În familie aveam câțiva profesori și simțeam că mi se potrivea și mie. Și am avut dreptate, era singurul lucru pentru care sunt potrivit”.
În anul 1920, din cauza instaurării revoluției bolșevice, pleacă în exil împreună cu familia. El face parte din marea familie a „intelighentiei” ruse, din care pot fi amintite nume precum Nikolai Berdiaev, Serghei Bulgakov, Vladimir Lossky, Alexander Schmemann, Vladimir Nabokov, Marina Țvetaeva etc.
Din anul 1925, este numit profesor de patristică la Institutul de teologie ortodoxă „St. Serge” din Paris.
În anul 1932 este hirotonit preot al Bisericii Ortodoxe din Paris. În această perioadă scrie o serie de lucrări în domeniul patristicii, precum și monumentala sa operă „Căile Teologiei Ruse”. Din anul 1949 se mută în Statele Unite, unde este numit decan al Seminarului teologic ortodox „St.Vladimir”. Devine doctor honoris causa al Universității Statului New York.
În anul 1955 se retrage din funcția de decan, fiind numit în această funcție renumitul său discipol Ioannis Zizioulas.
(sursa: „Georges Florovsky”, de Andrew Blane, 2004)

## Teologie
În opera sa, profesorul de teologie este influențat de pietismul, scolastica și mistica teologică rusă, precum și de scrierile patristice eline. Apropiat inițial de Serghei Bulgakov, respinge mai târziu teologia „sophiologică” a acestuia, aprofundând dogmatica teologică tradițională.

## Operă
- Eastern Fathers of the Fourth Century. Paris, 1931.
- The Ways of Russian Theology
- The Lost Scriptural Mind
- The Catholicity of the Church
- The Lost Scriptural Mind
- On Church and Tradition: An Eastern Orthodox View
- St. John Chrysostom. The Prophet of Charity
- The Ascetic Ideal and the New Testament. Reflections on the Critique of the Theology of the Reformation
- The Limits of the Church, Church Quarterly Review, 1933
- Following the Holy Fathers (Excerpt of The Collected Works of Georges Florovsky Vol. IV, "Patristic Theology and the Ethos of the  Orthodox Church," Part II, p. 15-22)
- St Gregory Palamas and the Tradition of the Fathers, 1961
- Revelation and Interpretation
- Scripture and Tradition: an Orthodox View
- The Work of the Holy Spirit in Revelation
- Holy Icons
- Colecție de lucrări publicate în 1972, lb. engleză:
- Bible, Church, Tradition
- Christianity and Culture
- Creation and Redemption
- Aspects of Church History
- Ways of Russian Theology, Part I
- Ways of Russian Theology, Part II
- Eastern Fathers of the Fourth Century
- Byzantine Fathers of the Fifth Century
- Byzantine Fathers of the Sixth to Eight Centuries
- Byzantine Ascetic and Spiritual Fathers heology and Literature Philosophy
- Ecumenism I: A Doctrinal Approach
- Ecumenism II: An Historical Approach

### Traduceri în limba română
- Georges Florovsky, Biblie, Biserică, Tradiție. O viziune ortodoxă, traducere de Radu Teodorescu, editura Reîntregirea (colecția Florovsky), Alba-Iulia, 2006, ISBN 9737879228
- Georges Florovsky, Sensul ascezei creștine. Curs de patrologie, traducere de Vasile Manea, Patmos (colecția Caietele Saint-Serge), Cluj-Napoca, 2009, ISBN 9789731799117
- GEORGES FLOROVSKY - Scrieri esențiale, traducere de Dragoș Dâscă, Octavian-Adrian Negoiță, editura Doxologia, Iasi, ISBN 978-606-666-962-7

Opera completă a lui Georges Florovsky este în curs de traducere și publicare (în 14 volume, traduse de teologul Radu Teodorescu) la Editura Reîntregirea a Arhiepiscopiei Alba Iuliei.